# Изазов с циметом
Изазов с циметом је изазов који је постао интернет феномен. У њему особа покушава да поједе или прогута кашику млевеног цимета пре истека 60 секунди, без конзумирања икакве течности. Иако изазов на прву руку изгледа једноставно, у ствари је веома тежак јер цимет брзо осуши уста, па самим тим отежава гутање. До 2010, многи су поставили своје видео-снимке на Јутјуб и друге друштвене мреже у којима покушавају да изведу овај подвиг. Изазов с циметом се до данас активно изводи.

## Мере безбедности
Неки се противе овом подвигу јер је могуће угушити се циметом или га случајно удахнути. Због присуства средње отровног састојка кумарина, европске здравствене агенције су упозориле на опасности приликом употребе великих количина цимета.

## Популарна култура
Изазов с циметом је приказан на ријалити шоу Велики брат 2011 (УК) у ком су учесници узимали млевени цимет без употребе воде; три од седам учесника је успешно завршило задатак. Радио-програми су такође емитовали делове снимака у којима њихови запослени изводе овај подвиг, а саопштено је и да су га неке познате личности јавно приказивале, укључујући NBA играче Ника Јанга и Џавејла Макгија.